# Jules Grison
 (juillet 2024).
Si vous disposez d'ouvrages ou d'articles de référence ou si vous connaissez des sites web de qualité traitant du thème abordé ici, merci de compléter l'article en donnant les références utiles à sa vérifiabilité et en les liant à la section « Notes et références ».
Pour les articles homonymes, voir Grison.
Jean-Baptiste Jules Grison, né le 7 décembre 1842 à Château-Porcien (département des Ardennes) et décédé le 29 juin 1896 à Reims, est un organiste et compositeur français.